# Acrobelus reflexus
Acrobelus reflexus är en insektsart som först beskrevs av Victor Antoine Signoret 1855.  Acrobelus reflexus ingår i släktet Acrobelus och familjen dvärgstritar. Inga underarter finns listade i Catalogue of Life.